# Ġowkasavan
Ġowkasavan (in armeno Ղուկասավան?, fino al 1949 Kalali) è un comune dell'Armenia di 2 196 abitanti (2008) della provincia di Ararat.